# رولف فورر
رولف فورر (انگلیسی: Rolf Furrer؛ زادهٔ ۴ اوت ۱۹۶۶) دوچرخه‌سوار اهل سوئیس است.